# Hauran
Hauran (arabsko حَوْرَان‎, Ḥawrān) je pokrajina, ki obsega dele jugozahodne Sirije in severne Jordanije. Na severu meji na oazo Ghouta, na vzhodu na ravnino  al-Safa, na jugu na jordansko puščavsko stepo in na zahodu na Golansko višavje. Hauran tvorijo tri podregije: planoti Nuqrah in Jaydur, gorski masiv Jabal al-Druze in vulkansko polje Lajat.
Naseljenci so večinoma sunitski Arabci iz velikih  kmečkih klanov. V Jabal al-Druze živijo večinoma druzi, na njegovih zahodnih pobočjih pa grško pravoslavni in grško katoliški manjšini. Največja mesta v regiji so Daraa, al-Ramtha in al-Suwayda.
Od sredine 1. stoletja pr. n. št. so v pokrajini vladali Rimljani in Rimljanom podložni nabatejski kralji, dokler ni bila v 2. stoletju n. št. uradno priključena k Rimskemu cesarstvu. Pod rimsko oblastjo (106–395 n. št.) je Hauran cvetel. Vasi so delovale večinoma kot samostojne samoupravne enote. Nekatere so se celo razvile v cesarska mesta. V bizantinskem obdobju (395–634) je regija še naprej cvetela. V njej so v bizantinskem imenu vladala različna arabska plemena, vključno s Salihidi (5. stoletje) in Gazanidi (6. stoletje), dokler je niso sredi 630. let osvojili Arabci. V islamskem obdobju je bil Hauran do priključitve k Osmanskemu cesarstvu (1517–1917)  razdeljen na okraja al-Bathaniyya in  Ḥawrān, ki ustrezata klasični Bataneji in Auranitisu. Srednjeveški geografi so Hauran opisovali kot cvetočo, vodnato in dobro naseljeno pokrajino. 
Pod Rimljani sta bila žito iz Bataneje in vino iz Auranitisa pomembno trgovsko blago.  Skozi celo rimsko zgodovino je bil Hauran glavni vir levantinskega žita. V 17. stoletju je začela pokrajina propadati, dokler se niso povečale zahteve po sirijskem žitu in izboljšala varnost. Sredi 19. stoletja je poljedelstvo oživelo in število prebivalcev je začelo naraščati. Pokrajina je postala pomembna tudi kot ključna tranzitna pokrajina na tradicionalni muslimanski romarski poti v Meko. Kasneje je bila skozi pokrajino zgrajena tudi železniška proga Hejaz. Hauran je ostal žitnica Sirije do sredine 20. stoletja, ko so njeno vlogo začele prevzemati pokrajine v severni Siriji, kar je sovpadalo z njegovo ločitvijo od soodvisnih območij zaradi mednarodnih meja in arabsko-izraelskega konflikta. V 2000. letih je temu ostala pomembno kmetijsko in komercialno tranzitno območje. Med državljansko vojno v Siriji, ki se je začela prav v Hauranu leta 2011, je Hauran postal glavno konfliktno območje med uporniki in vladnimi salami, dokler ni vlada leta 2018 ponovno vzpostavila svojega nadzora.
Obilje bazalta v Hauranu je sprožilo razvoj prepoznavne ljudske arhitekture, za katero je značilna izključna raba bazalta, pomešane z grškimi, nabatejskimi in rimskimi slogi. Obstojnost bazalta je zaslužna za to, da ima Hauran eno najvišjih koncentracij dobro ohranjenih spomenikov iz klasične dobe na svetu. Hauranska mesta, kot so Bosra, Kanavat, Šahba, Salkhad, Umm al-Jimal in številna druga, vsebujejo rimske templje in gledališča, cerkve in samostane iz bizantinskega obdobja ter utrdbe, mošeje in kopališča, ki so jih zgradile muslimanske dinastije.
- Vulkanski stožec Tell al-Hara v regiji Jaydur na Hauranski planoti, gledan z Golanskega višavja na zahodu
- Zemlja na Hauranski planoti je plodna, sestavljena iz preperelega bazalta, medtem ko je na Lajatu kamnita in neplodna
- Najvišja točka Jabal Haurana sega več kot 1.800  metrov nad morsko gladino